# Andrzej Sulima-Suryn
Andrzej Sulima-Suryn (ur. 7 listopada 1952 w Krzyżu Wielkopolskim, zm. 6 maja 1998 w Montrealu) – polski poeta.

## Działalność artystyczna
Członek gołdapskiej grupy Dom Marka, współtwórca grupy SDS (z Markiem Sobczakiem i Wojciechem Markiem Darskim), współpracował z grupą Łódź Kaliska. Wspólnie z Wojciechem Markiem Darskim napisał cykl wierszy Collage image (wydany w 1984 roku nielegalnie na powielaczu w nakładzie 8 egzemplarzy przez Marka Sobczaka). Jego wiersze A ty serce świeć i Cisza ratunkowa zaśpiewał Stanisław Soyka i nagrał na płycie Nr 17.

## Książki
- Andrzej Sulima-Suryn, Pomiędzy (wiersze), Stowarzyszenie Literackie im. K.K. Baczyńskiego, Łódź 1993, s. 40
- Andrzej Sulima-Suryn, Światło, Tikkun, Warszawa 1999, s. 70, ISBN 83-85683-20-8.
- Andrzej Suryn, Myśli. Surynowe aforyzmy, Oficyna Przyjaciół, Łódź 2001, s. 63, ISBN 83-91030-94-6.
- Andrzej Sulima-Suryn, Dialogi z Tomaszem, Biblioteka Pisarzy Warmii i Mazur Olsztyńskiego Oddziału Stowarzyszenia Pisarzy Polskich; t. 7, Olsztyn 2003, s. 63, ISBN 83-912825-8-9.
- Andrzej Sulima-Suryn, Posłaniec słowa, Wydawnictwo Jokov, 2006, s. 74, ISBN 978-83-924009-0-5.
- Andrzej Sulima-Suryn, Więc dołóż do ognia trochę miłości i ciszy, Drukarnia i Księgarnia Świętego Wojciecha, Poznań 2007, s. 102, ISBN 978-83-751605-6-7.
- Andrzej Sulima-Suryn, wyspa Patmos, Wydawnictwo Świętego Wojciecha, Poznań 2008, s. 95, ISBN 978-83-751612-9-8.
- Andrzej Sulima-Suryn, Toto je cesta tvého jména/Oto droga twego imienia, Antologia, Wydawnictwo Malvern, Praha 2018, s. 424, ISBN 978-80-753-0108-6.